# Hueste indiana

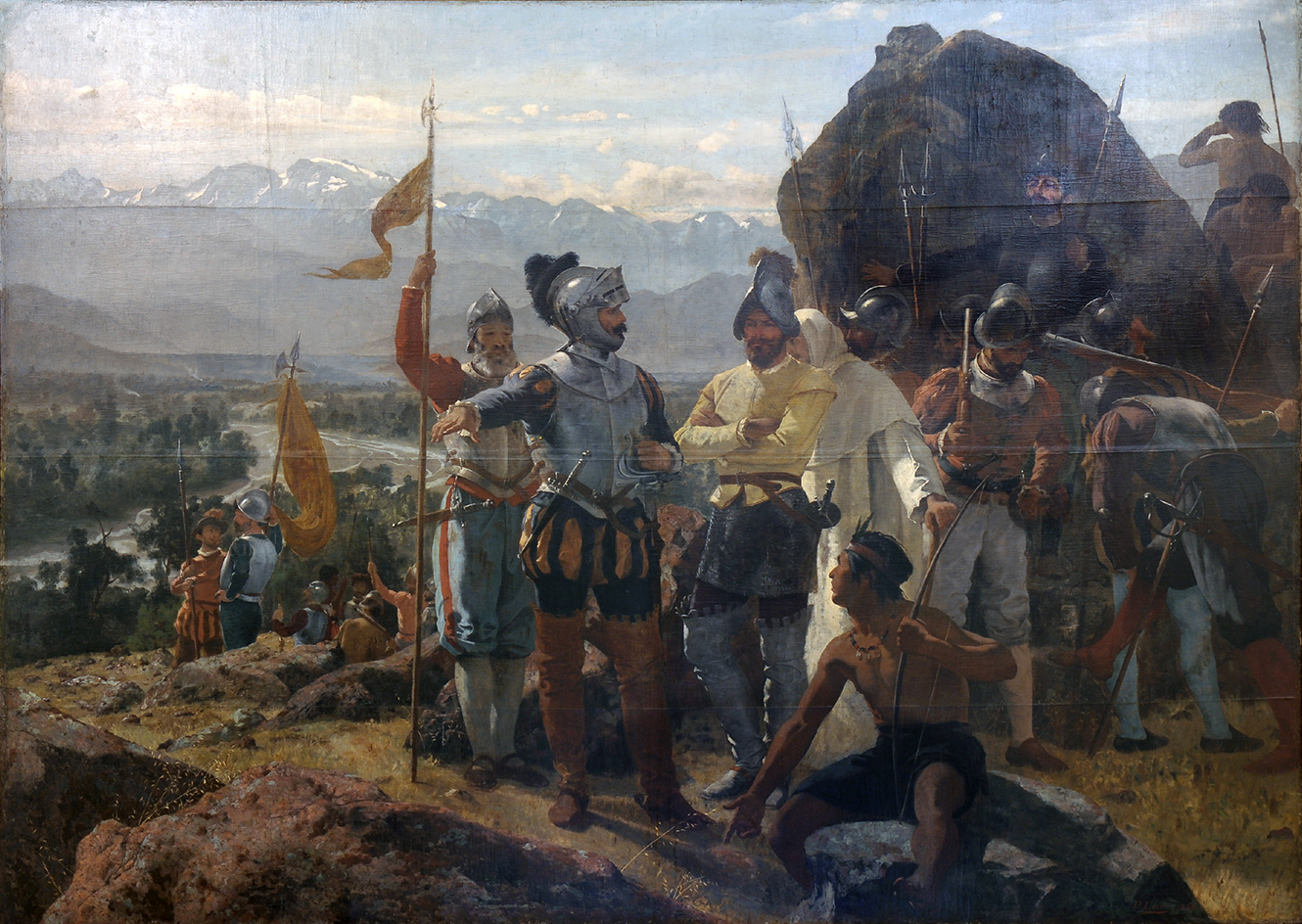
Hueste indiana.

La Hueste indiana era una expedición esencialmente voluntaria organizada por un caudillo que cuenta con la autorización real para llevar a cabo una tarea de conquista, descubrimiento, poblamiento,explotación y evangelización en la Américas

## Origen y fundamento
El antecedente de este tipo de expediciones está en España en la época de la Reconquista, pero tiene por más inmediato origen aquellas que se organizaron para las conquistas de las Islas Canarias, con la diferencia que la expediciones indianas fueron navales y terrestres.
La Hueste de Las Indias era una empresa privada, que reportaba beneficios a ambos contratantes (la Corona de Castilla y los particulares), a éstos que invertían con el fin de obtener por premio alguna merced en el Nuevo Mundo (tierras, indígenas, botín, exención de impuestos y ascenso social) y aquella que, aprovechándose del espíritu aventurero de sus súbditos, le interesaba básicamente el asentamiento y poblamiento de los territorios de la Corona por lo cual otorgaba la respectiva Real autorización.

## Regulación de la Hueste
La Hueste indiana se formaba generalmente por un contrato celebrado entre la Corona y el respectivo conquistador  llamado "Capitulación" en la cual se otorga la de rey  autorización para la futura expedición a Las Indias que organizará este conquistador a su "costa y munición". Obtenido el permiso del rey s, el conquistador elevaba en su casa el "Pendón Real" y se hacía recorrer la ciudad por un tamborilero que además anunciaba a viva voz que se iba a realizar una expedición y que los interesados se inscriban en la casa del caudillo.
En la inscripción se señalaba si aquella persona que se inscribía hace algún aporte a la expedición, esto es porque las mercedes se repartían a prorrata de los aportes (se asemeja bastante a una sociedad comercial).
Los integrantes de la hueste, sin ser militares quedan sometidos al fuero militar por el tiempo que dure la expedición. El caudillo cuando recibe la autorización por parte de la Corona, recibe además (dentro del mandato para llevar correctamente la expedición) el mandato de poder juzgar de acuerdo con las normas de Justicia Militar a los expedicionarios (incluso la pena capital).
- Datos: Q5904275